# Rafael Franco
Coronel Rafael de la Cruz Franco Ojeda (Assunção, 22 de outubro de 1896 — 16 de setembro de 1973) foi um militar e político paraguaio, foi presidente provisório do país de 17 de fevereiro de 1936 a 13 de agosto de 1937, por meio de um golpe militar. Por meio de outro golpe, foi destituído do cargo.
Seu curto governo foi marcado por uma série de reformas políticas e sociais. Ele instituiu importantes leis trabalhistas, assim como Getúlio Vargas e Juan Perón, e criou o Banco Central da República do Paraguai. Também preocupou-se com a política militar, tendo comprado 60 aeronaves italianas (o governo posterior cancelou a compra, e somente 20 chegaram antes de sua deposição) e vendido armas obsoletas do exército.